# Corallorhiza maculata
Corallorhiza maculata es una especie de orquídea terrestre perteneciente a la familia Orchidaceae. Se encuentra desde México a Canadá,principalmente en zonas boscosas.

## Distribución y hábitat
Se encuentra desde el sur de Canadá a Guatemala donde crece en la sombra húmeda de los bosques en las laderas rocosas rica en humus  y lugares con hojas podridas hasta alturas de 3700 metros.

## Descripción
Esta orquídea es una myco-Nutrición heterótrofa,  que carece de clorofila y obtiene alimentos  parasitando el micelio de los hongos en la familia Russulaceae.  El rizoma y el tallo son bajos y a menudo están anudados en forma ramificada de coral. El tallo es generalmente de color rojo o marrón, pero de vez en cuando tiene ráfagas amarillas o de color crema. No tiene hojas y no fotosintetiza los tejidos verdes. Las flores son pequeñas y surgen periódicamente de todas las partes del tallo. Los sépalos son de color rojo oscuro o marrón teñidos de púrpura.   Los pétalos laterales son de color rojizo, y el labio-pétalo es de un  brillante color blanco con manchas de color rojo profundo.
Varios grupos de nativos americanos utilizan tradicionalmente los tallos secos y elaborados como un té para enfermedades tales como resfríados, neumonía, e irritación de la piel.

## Taxonomía
Corallorhiza maculata fue descrita por Constantine Samuel Rafinesque-Schmaltz y publicado en American monthly magazine and critical review 2: 119. 1817.
Etimología
Corallorhiza: nombre genérico que deriva de dos palabras griegas: "korallion" = (corales) y "rhiza" = (raíz) y se refiere a la raíz rizomatosa precisamente similar a un coral.
maculata: epíteto latino que significa "manchada".
Sinonimia

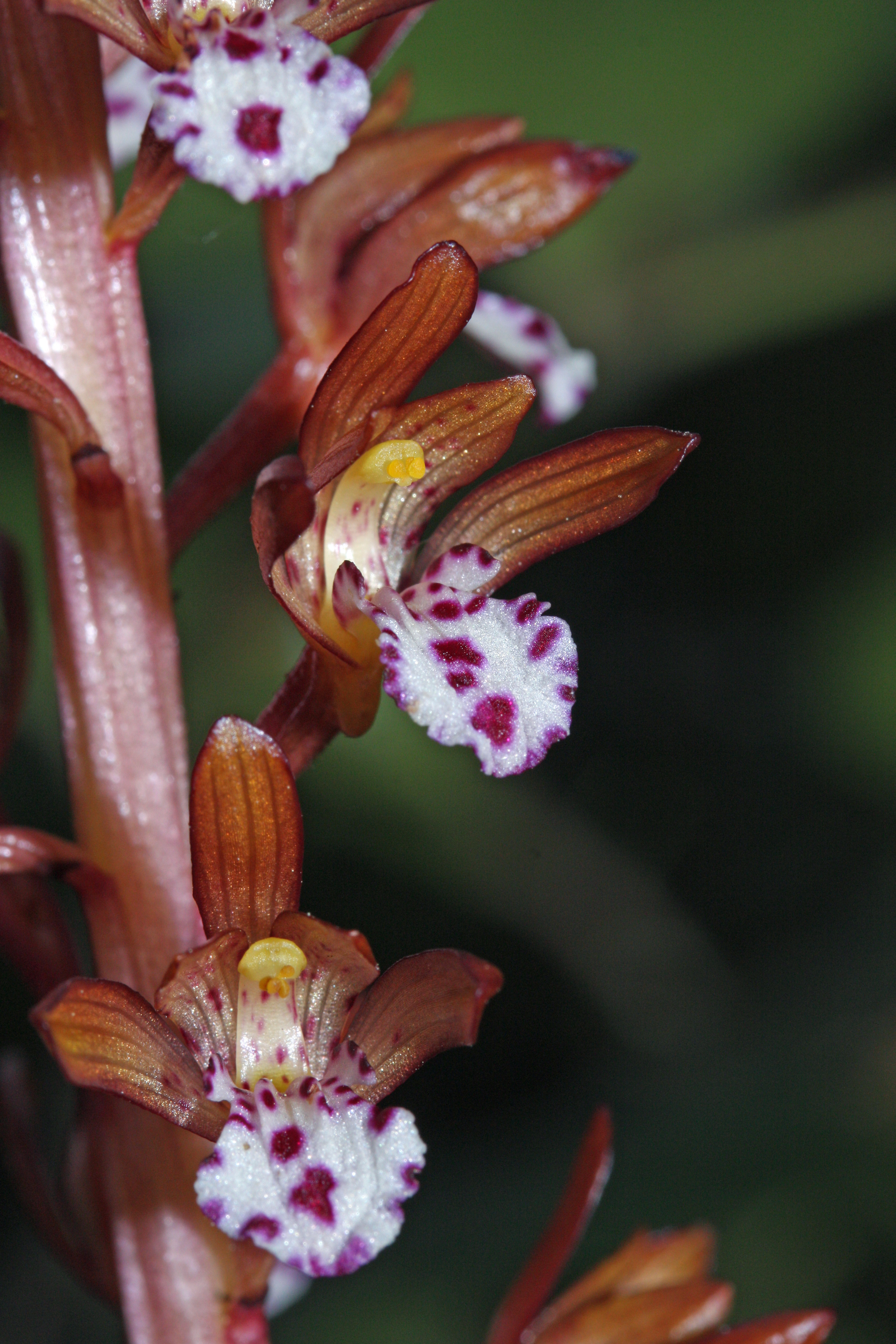

- Cladorhiza maculata Raf. 1817 (Basónimo)
- Corallorhiza grabhamii Cockerell 1903
- Corallorhiza leimbachiana Suksd. 1906
- Corallorhiza maculata f. aurea P.M.Br. 1995;
- Corallorhiza maculata f flavida (M.Peck) Farw. 1927
- Corallorhiza maculata f. immaculata (M.Peck) J.T.Howell 1970
- Corallorhiza maculata f. intermedia (Farw.) Farw. 1927
- Corallorhiza maculata f. punicea (Bartlett) Weath. & J.Adams 1945
- Corallorhiza maculata f. rubra P.M.Br. 1995
- Corallorhiza maculata var. flavida (M.Peck) Cockerell 1916
- Corallorhiza maculata var. immaculata M.Peck 1950
- Corallorhiza maculata var. intermedia Farw. 1917
- Corallorhiza maculata var. mexicana (Lindl.) Freudenst. 1997;
- Corallorhiza maculata var. occidentalis (Lindl.) Ames 1924;
- Corallorhiza maculata var. ozettensis Tischer 2001;
- Corallorhiza maculata var. punicea Bartlett 1922;
- Corallorhiza mexicana Lindl. 1840
- Corallorhiza multiflora Nutt. 1823;
- Corallorhiza multiflora var. flavida M.Peck 1897;
- Corallorhiza multiflora var. occidentalis Lindl. 1840
- Neottia mexicana (Lindl.) Kuntze 1891
- Neottia multiflora (Nutt.) Kuntze 1891[4]